# يانيس بهراكيس
يانيس بهراكيس (باليونانية: Γιάννης Μπεχράκης)‏‏ (1960 في أثينا - 2 مارس 2019 في أثينا) مصور، ومصور حربي، ومصور أخبار، وصحفي من اليونان.

## الجوائز
- جائزة بوليتزر[12]
- Bayeux Calvados-Normandy Award for war correspondents [الإنجليزية]‏[13]
- صورة العام الصحفية العالمية[14]
- Bayeux Calvados-Normandy Award for war correspondents [الإنجليزية]‏[13]